# 加吉諾區

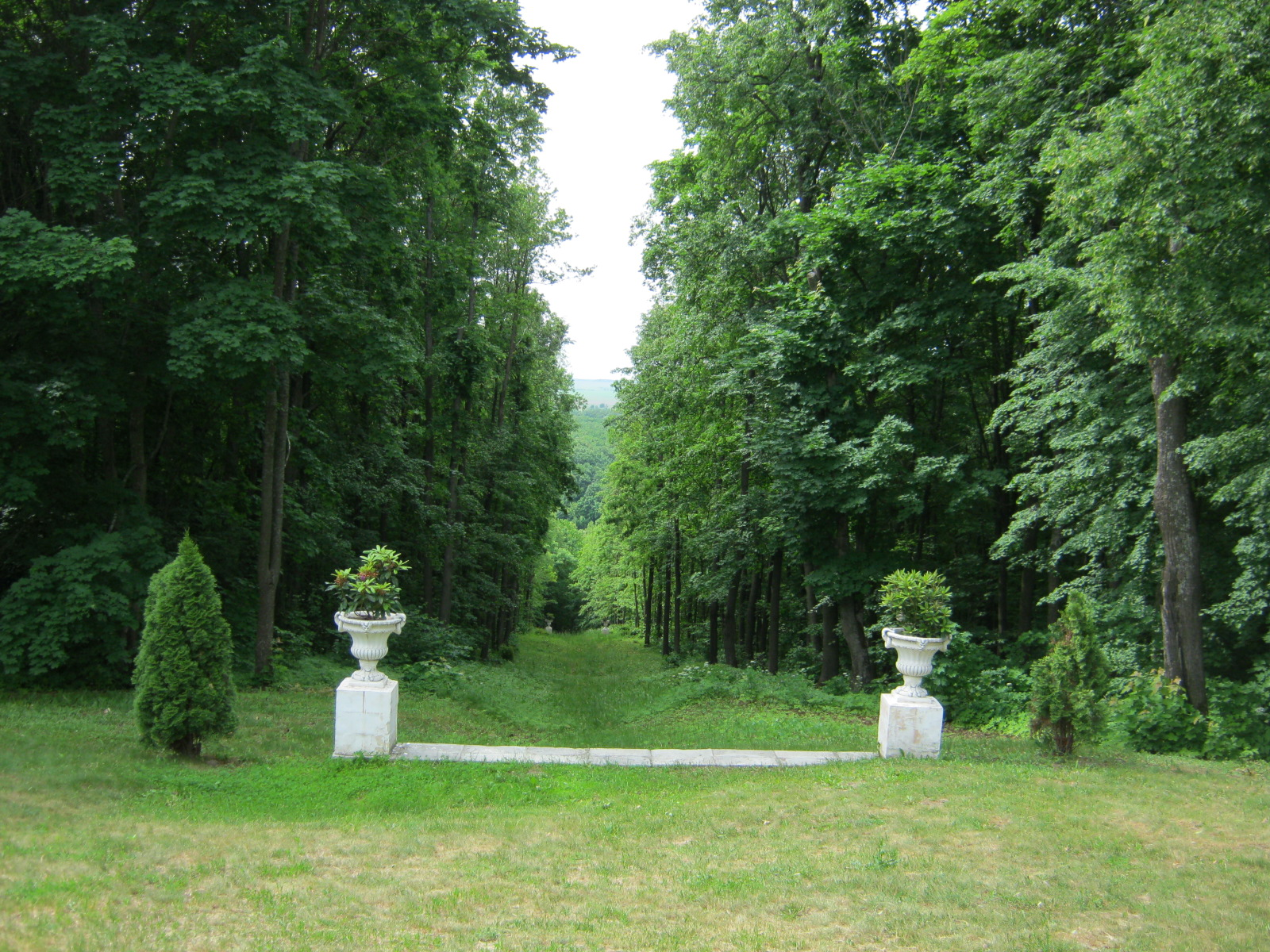

55°14′03″N 45°02′37″E / 55.23417°N 45.04361°E
加吉諾區（俄语：Гагинский район），是俄羅斯的一個區，位於該國西部，由下諾夫哥羅德州負責管轄，始建於1929年，面積1,064.2平方公里，2010年人口12,444，人口密度每平方公里11.69人。